# مقاطعة باور (أيداهو)
مقاطعة باور (بالإنجليزية: Power County)‏ هي إحدى مقاطعات ولاية أيداهو في الولايات المتحدة الأمريكية.